# Sabellastarte magnifica
Sabellastarte magnifica är en ringmaskart som först beskrevs av Shaw 1800.  Sabellastarte magnifica ingår i släktet Sabellastarte och familjen Sabellidae. Inga underarter finns listade i Catalogue of Life.